# Matsch Ridge
Matsch Ridge ist ein markanter Gebirgszug von bis zu 1830 m Höhe im westantarktischen Ellsworthland. Er verläuft in der Sentinel Range des Ellsworthgebirges in westnordwestlicher Richtung ausgehend vom Mount Ulmer in den Gromshin Heights.
Das Advisory Committee on Antarctic Names benannte ihn 1982 nach dem US-amerikanischen Geologen Charles Matsch (1930–2014), der im Rahmen des United States Antarctic Program bei einer von 1979 bis 1980 dauernden Expedition in das Ellsworthgebirge diesen Gebirgszug untersuchte.